# Sobarocephala plumatella
Sobarocephala plumatella är en tvåvingeart som beskrevs av Axel Leonard Melander och Argo 1924. Sobarocephala plumatella ingår i släktet Sobarocephala och familjen träflugor.
Artens utbredningsområde är Costa Rica. Inga underarter finns listade i Catalogue of Life.